# Fujiwara no Fujifusa

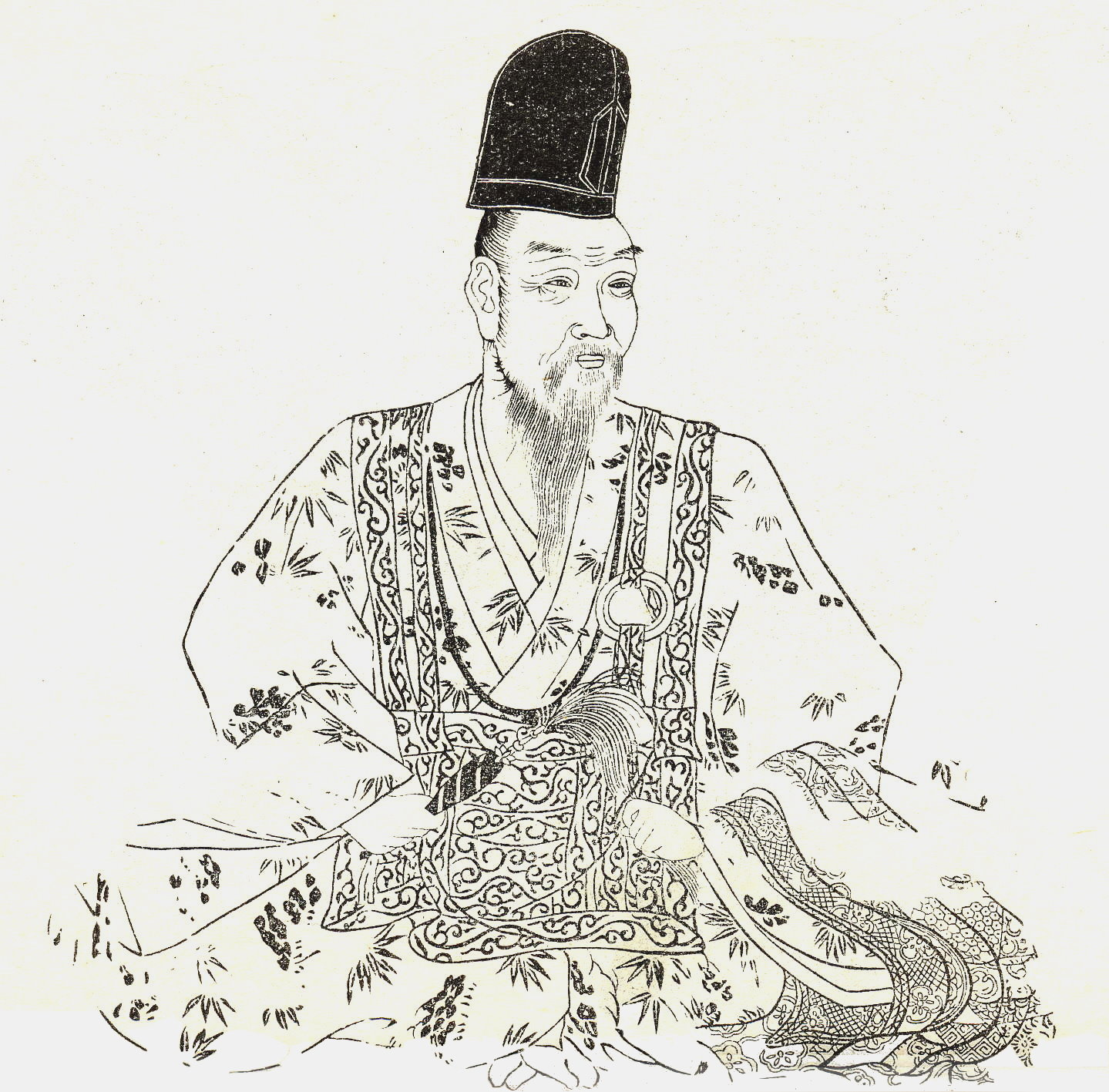
Fujiwara no Fujifusa

Fujiwara no Fujifusa (japanisch 藤原 藤房, auch Made-no-kōji Fujifusa (万里小路 藤房) genannt; geboren 1295; gestorben im 14. Jahrhundert),  war ein japanischer Hofadeliger (Kuge) am Ende der Kamakura-Zeit.

## Leben und Wirken
Fujiwara no Fujifusa war der Sohn von Fujiwara no Nobufusa (藤原 宣房; Lebensdaten unbekannt). Zusammen mit seinem Vater diente er Kaiser Go-Daigo als enger Diener und beteiligte sich an dessen Plan, das Shogunat zu stürzen. Im Jahr 1331 wurde er Chūnagon (中納言), also Vizeminister. Als sich 1331 der Genkō-Zwischenfall ereignete, floh er nach Kasagi (笠置), um den Kaiser zu verehren. Er wurde jedoch von dem Hōjō-Regenten gefangen genommen und wurde im folgenden Jahr, wie im Taiheiki berichtet, in die Provinz Shimousa verbannt.
Als Kaiser Go-Daigo 1033 das Kemmu-Regime (建武政権) einführte, geriet Fujifusa in den Hintergrund. Er wurde Oberhaupt des Onshōgata (恩賞方), des Amtes für Belobigung, und arbeitete für die neue Regierung. Doch im folgenden Jahr 1034 wurde ihm eine fällige Auszeichnung (行賞, Gyōshō) verweigert. Er versuchte, den Kaiser zur Fairness zu ermahnen, wurde aber nicht erhört. Daraufhin versteckte er sich in einem Felsenkeller in Stadtteil Kitayama (北山) von Kyōto und reagierte nicht auf die Rufe des Kaisers. Danach wurde er Mönch und verschwand aus der Geschichte.